# Cy Touff
Cyril James "Cy" Touff (Chicago, 4 maart 1927 - Evanston, 24 januari 2003) was een Amerikaanse jazz-trompettist (bastrompet) en trombonist.
Touff ging op zijn zesde piano spelen, daarna volgden de xylofoon, saxofoon en ten slotte trompet. Tijdens zijn diensttijd (1944-1946) speelde hij trombone in een legerband. Na zijn diensttijd keerde hij terug in Chicago en studeerde hij bij Lennie Tristano. Daarna speelde hij onder meer met Charlie Ventura, Shorty Sherock, Ray McKinley en Boyd Raeburn. Eind jaren veertig stapte hij over op de bastrompet. Hij speelde bij Woody Herman (1953-1956) en het nonet van Nat Pierce en Dick Collins (circa 1954-1957). Met saxofonist Sandy Mosse had hij eind jaren vijftig, begin jaren zestig een octet, Pieces of Eight. Daarna was hij actief als studiomuzikant en speelde hij in clubs.. In 1957 nam hij op met onder meer Chubby Jackson. Hij heeft verschillende platen onder eigen naam opgenomen.

## Discografie
- Havin' a Ball (met o.m. Russ Freeman), 1955
- Doorway to Dixie, Argo Records, 1957
- Touff Assignment, Argo, 1958
- His Octet and Quintet (opnames 1959), Blue Note, 1998 ('albumpick' Allmusic)
- Keester Parade, Pacific Jazz Records, 1962
- Primitive Cats (met Richie Kamuca), Fresh Sound Records, 2006
- Tickle Toe (met Sandy Mosse), Delmark Records, 2008